# Попенджин
Попенджин или Попенгин (фр. Popenguine) — город в Сенегале, в 70 километрах к югу от Дакара.

## История
Основан 350 лет назад. Первое название — Попонджин. Своё нынешнее название получил от имени первого президента Сенегала.

## Экономика
Основу экономики города составляют рыболовство и фермерство.

## Культура
В центре города находится католический собор (Храм Богоматери Избавления).